# أحمد عبد الوارث
أحمد عبد الوارث (18 أكتوبر 1947 - 15 أكتوبر 2018)، ممثل مصري، حصلَ على بكالوريوس المعهد العالي للفنون المسرحية وهو من دفعة الفنان نور الشريف وأحمد زكي وعفاف شعيب. بدأ حياته الفنية في التليفزيون من خلال مسلسل هروب والذي كان من إخراج نيازي مصطفى، ثم زهرة الأسوار، والمسافرون، وأبرياء في قفص الاتهام، وتمساح البحيرة، ورحلة المليون.
عمل أحمد بالمسرح، وتزوج لفترة من الفنانة سعاد نصر، وحصل على ميدالية ذهبية وأخرى فضية في أول عمل فني له في مسرحيتي ثمن الحرية ومأساة جميلة وهو في المدرسة الخديوية، وقد انتُخِبَ في أكثر من دور في نقابة الممثلين.

## الوفاة
تُوفي في القاهرة بتاريخ 15 أكتوبر 2018، عن عمرٍ يناهز 71 عامًا بمستشفى وادي النيل بحدائق القبة بعد صراع مع المرض.

## روابط خارجية
- أحمد عبد الوارث على موقع IMDb (الإنجليزية)
- أحمد عبد الوارث على موقع الدهليز
- أحمد عبد الوارث على موقع قاعدة بيانات الأفلام العربية
- أحمد عبد الوارث على موقع قاعدة بيانات الفيلم (الإنجليزية)